# Schmier
Marcel "Schmier" Schirmer, född 22 december 1966, är sångare och basist i det tyska thrash metalbandet Destruction. När han lämnat Destruction 1989, efter fyra album, bildade han speed metal-bandet Headhunter som han släppte tre album med innan han 1999 återförenades med Destruction.

## Diskografi

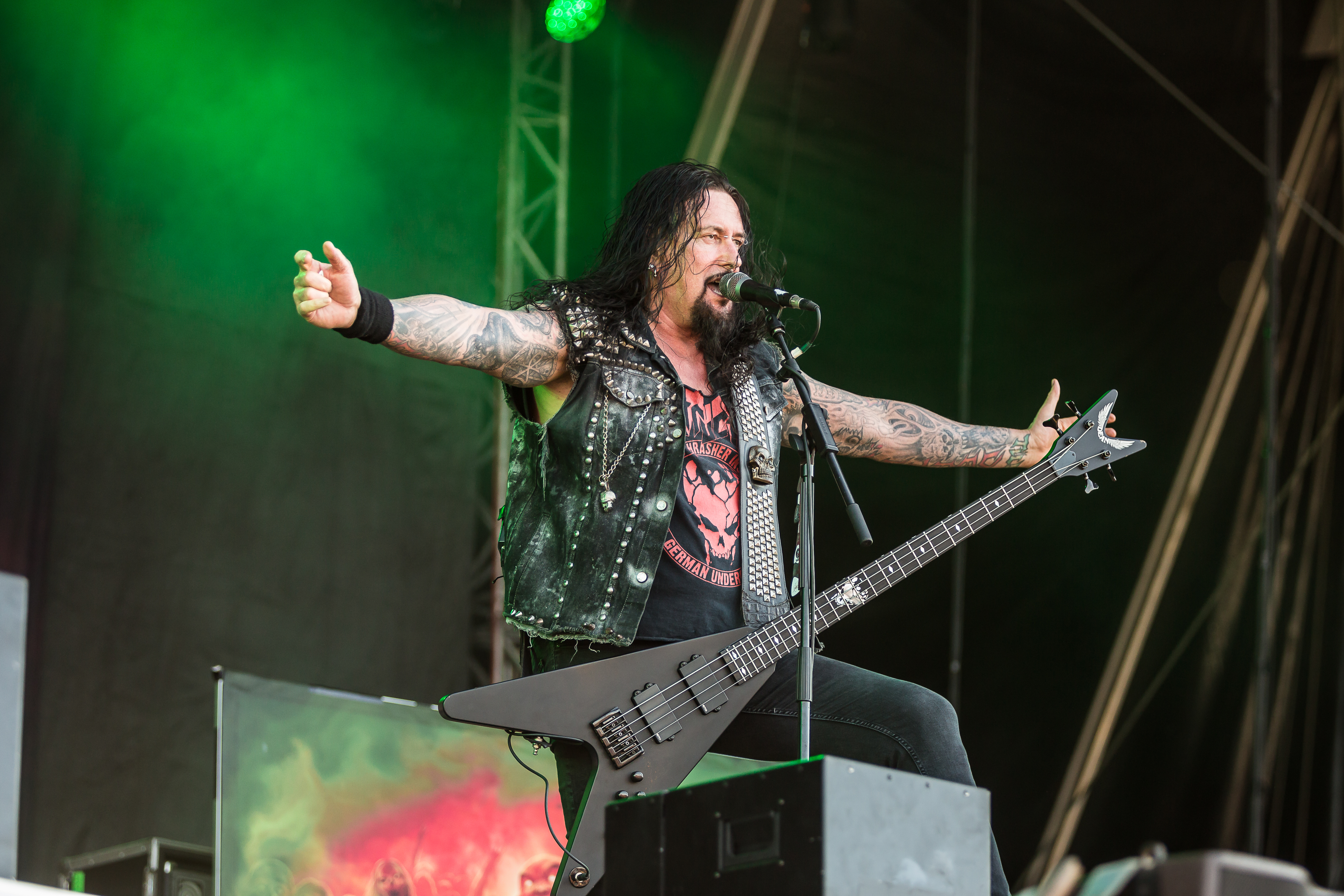
Schmier (2023)

### Destruction
Destruction#Diskografi

### Headhunter
- Parody of Life (1990)
- A Bizarre Gardening Accident (1992)
- A Bizarre Gardening Accident / The Christhunt (Split med God Dethroned) (1992)
- Rebirth (1994)
- Parasite of Society (2008)

### Bassinvaders
- Hellbassinvaders (2008)

### Pänzer
- Send Them All to Hell (2014)
- Fatal Command (2017)

### Gästframträdanden och annat arbete
- 1987 - Poltergeist (Demo) (Poltergeist) - (Producent)
- 1988 - Writing on the Wall (Demo) (Poltergeist) - (Producent, Backsång)
- 1993 - Nothing Lasts Forever (Poltergeist) - (Backsång)
- 1998 - Seid Glücklich Und Mehret Euch! (Die Herzensbrecher) - gästsång på "Katharine, Katharine"
- 2001 - Past and Present Sins (kompilering) (In Eternum) - gästsång på "Cursed Legions"
- 2002 - Kindless (Eternal Gray) - (sång)
- 2004 - Misterioso (Umount) - gästsång på "Burning Rye"
- 2005 - That's Metal Lesson II - Long Live the Loud (Powergod) - gästsång på "Total Desaster (Destruction cover)"
- 2005 - Virus (Hypocrisy) - gästsång på "Total Disaster"
- 2006 - The Winter Wake (Elvenking) - gästsång på "The Winter Wake"
- 2007 - Vulcanus (Fear My Thoughts) - gästsång på "Accelerate or Die"
- 2007 - Nuclear Blast All-Stars: Into the Light (Nuclear Blast) - gästsång på "Bloodsucker"
- 2008 - Continue to Kill (Debauchery) - gästsång på "Warfare"
- 2008 - Bloodline (Perzonal War) - gästsång på "Two Borders"
- 2008 - Agony of Death (Holy Moses) - (backsång)
- 2009 - Your Drug of Choice (Gurd) - gästsång på "Seven Stars" och "Stuck in a Box"
- 2009 - Utopia (Axxis) - gästsång på "20 Year Anniversary Song"
- 2010 - Strings to a Web Bonus DVD (Live at Wacken Open Air 2009) (Rage) - gästsång på "Prayers of Steel", "Suicide" och "Down"
- 2010 - Absolute Power (Pro-Pain) - gästsång på "Unrestrained", "Stand My Ground" och "Hate Coalition"
- 2010 - 25 Years in Rock... and Still Going Strong (Doro) - gästsång på "Burn Bitch Burn" och "We Are the Metalheads"
- 2013 - The Malefice (Pentagram Chile) -  gästsång på "Spontaneous Combustion"
- 2013 - The Mask of Shame (Gonoreas) - (sång)
- 2014 - From Space (Suborned) - (sång)
- 2015 - Harden The Fuck Up! (V8 Wankers) - gästsång på "Gone To The Bad"
- 2016 - Echoes of the Tortured (Sinsaenum) - backsång på "Army of Chaos"
- 2017 - Follow Me (Liv Sin) - gästsång på "Killing Ourselves to Live"
- 2017 - Fatal Command (Panzer) - (Producent)
- 2017 - Burning Witches (Burning Witches) - gästsång på "Metal Demons" (Producent, Blandad)
- 2018 - Burning Alive (Burning Witches) - (Producent)
- 2018 - [R]Evolution (Architects of Chaoz) - gästsång på "No Way Out"
- 2018 - Eyes Wide Open (Lady Catman) - gästsång på "Master of Illusion"
- 2018 - Jungle Rot (Jungle Rot) - gästsång på "Fearmonger"
- 2018 - Hexenhammer (Burning Witches) - (Inspelning, Producent)
- 2019 - Aftermath (Constantine) - gästsång på "War and Pain"
- 2019 - Wings of Steel (EP) (Burning Witches) - (Inspelning, Blandad)
- 2020 - Dance with the Devil (Burning Witches) - (Inspelning, Blandad)
- 2020 - Divine Judgment (Gomorra) - (Inspelning, Blandad)
- 2020 - Dawn of the Damned (Necrophobic) - gästsång på "Devil's Spawn Attack"
- 2021 - Perpetual Chaos (Nervosa) - gästsång på "Genocidal Command"
- 2021 - The Witch of the North (Burning Witches) - (Producent, Inspelning, Blandad)
- 2022 - New World Murder (Rezet) - gästsång på "Alien Noises"
- 2022 - Rule of Fear (EP) (Gomorra) (Blandad, Mastering)
- 2022 - Dealer of Souls (Gomorra) - (Blandad, Mastering)
- 2023 - The Dark Tower (Burning Witches) - (körsång) (Producent, Blandad)